# 김혜옥
김혜옥(金惠玉, 1958년 5월 9일 ~ )은 대한민국의 연기자이다. 1978년 연극배우로 첫 데뷔하였고 1980년 MBC 문화방송 특채 탤런트로 정식 데뷔를 했다. 대표작으로 시트콤 《올드미스 다이어리》가 있다.

## 생애
북한 출신의 부모 사이에서 3남 1녀 중 둘째로 태어났다. 고등학교를 졸업하고 출판사에서 컷 그리는 아르바이트를 하다 문득 대학에 진학해야겠다는 생각이 들어 홍익대 미대에 원서를 넣었으나 떨어졌다. 그런데 당시 시험 감독관으로 들어온 교수가 그림에는 소질이 없어 뵈지만 연기를 하면 어떻겠냐는 권유를 했고 '한번 해볼까'하는 생각에 진로를 바꿔 서울예전 연극과 응시, 합격하였다.
대학 진학 후, 내성적인 성격탓에 연기가 아니라 분장이나 디자인쪽으로 바꾸라는 핀잔도 들었지만 오기가 생겨 욕을 먹으면서도 죽기살기로 무대에 올랐다고 한다. 연극 무대에서 2년 남짓을 보낸 후, 생계를 위해 TV쪽으로 노선을 바꿔 1980년 MBC 특채 탤런트로 들어갔다. MBC 수사극 《수사반장》의 범인 역이나 조연으로 전전하다 MBC 드라마 《전원일기》의 서울댁으로 조금씩 얼굴을 알렸다.
40대 어느 날부턴가 시름 시름 앓기 시작한 그녀는 유명한 병원을 찾아다녀도 병명을 알지 못하다 라디오에서 우연히 한의사의 이야기를 듣고 한의원에 찾아가 자신의 병이 가슴속 응어리진 한이 쌓여 생긴 '화병'이라는 것을 알게 됐다. 그리하여 기도와 명상 등을 통해 3년 만에 병을 나았다. 2004년 KBS 일일시트콤 《올드미스 다이어리》에서 천방지축 철부지 할머니를 맡아 인기를 끌어 수십 년 무명의 설움을 씻었다. 이후, 드라마·영화에서 명품 연기로 활발하게 활동하고 있다.

## 학력
- 상명여자중학교 (졸업)
- 홍익대학교 사범대학 부속여자고등학교 (졸업)
- 서울예술전문대학 연극과 전문학사 (졸업)
- 한국방송통신대학교 가정교육과 (졸업)
- 중앙대학교 신문방송대학원 신문방송학과 (졸업)

## 연기 활동

### TV 드라마
- 1980년 MBC 농촌드라마 《전원일기》 ... 서울에서 시집 온 기홍의 처 역
- 1985년 MBC 주말연속극 《남자의 계절》 ... 남궁차숙 역
- 1987년 MBC 미니시리즈 《산하》 ... 요네코 역
- 1987년 MBC 미니시리즈 《딸아》 ... 아내 역
- 1988년 MBC 미니시리즈 《마지막 우상》
- 1988년 MBC 대하드라마 《조선왕조오백년 - 한중록》 ... 선의왕후 역
- 1989년 MBC 주말연속극 《유산》 ... 윤 집사 역
- 1990년 MBC 주간단막극 《우리들의 천국》 ... 김지순 역[3]
- 1991년 KBS2 미니시리즈 《레테의 연가》
- 1991년 MBC 월화드라마 《장미빛 인생》 ... 정서의 어머니 역
- 1992년 KBS1 6.25특집극 《시간과 눈물》
- 1994년 SBS 월화드라마 《도깨비가 간다》
- 1995년 SBS 일일시트콤 《LA아리랑》
- 1995년 MBC 특별기획드라마 《제4공화국》 ... 박흥주의 처 김묘춘 역
- 1995년 EBS 어린이드라마 《언제나 푸른 마음》 ... 경화의 어머니 역
- 1996년 KBS2 납량특집드라마 《전설의 고향 - 쌍태바위》
- 1996년 KBS2 납량특집드라마 《전설의 고향 - 야호》 ... 김 선비의 부인 역
- 1996년 KBS2 청소년드라마 《스타트》 ... 준호의 어머니 역
- 1996년 MBC 청소년드라마 《나》 ... 이기영의 어머니 역
- 1997년 MBC 월화 미니시리즈 《별은 내 가슴에》 ... 이연이의 생모 역
- 1997년 EBS 청소년드라마 《감성세대》 ... 미선의 어머니 역
- 1997년 MBC 청춘시트콤 《남자 셋 여자 셋》 ... 홍군주 역
- 1997년 KBS1 TV소설 《모정의 강》
- 1997년 SBS 월화드라마 《여자》 ... 우재숙 역
- 1998년 SBS 《순풍산부인과》 ... 김 간호사의 친구 역[4]
- 1999년 SBS SBS 아침연속극 《지금은 사랑할 때》
- 1999년 SBS 주말극장 《파도》
- 1999년 KBS2 금요단막극 《부부클리닉 사랑과 전쟁》 ... 게스트 역
- 1999년 SBS 월화드라마 《고스트》 ... 준희의 어머니 역
- 2000년 KBS2 청소년드라마 《학교 3》 ... 강원석의 어머니 역
- 2000년 MBC 월요시트콤 《세 친구》 ... 성우 역 (목소리 출연)
- 2000년 MBC 일일연속극 《당신 때문에》
- 2001년 MBC 일일연속극 《결혼의 법칙》
- 2001년 MBC 주말연속극 《그 여자네 집》
- 2001년 MBC 단막극 《베스트극장 - 사랑하는 혜수 언니》 ... 진실 엄마 역
- 2001년 MBC 월요시트콤 《연인들》 ... 한의사 이정진의 어머니 김혜옥 역 (단역)
- 2001년 MBC 일일연속극 《매일 그대와》
- 2001년 MBC 단막극 《베스트극장 - 그 겨울의 약속》
- 2002년 MBC 아침드라마 《내 이름은 공주》
- 2002년 MBC 특집드라마 《가리봉 엘레지》 ... 주인 아줌마 (동숙 모) 역
- 2002년 MBC 주말연속극 《그대를 알고부터》 ... 강민석의 어머니 역
- 2002년 MBC 단막극 《베스트극장 - 고무신 거꾸로 신은 이유에 대한 상상》
- 2002년 MBC 수목미니시리즈 《네 멋대로 해라》 ... 밴드 보컬 연정의 어머니 역
- 2002년 KBS2 일일연속극 《결혼합시다》
- 2002년 MBC 일일연속극 《인어 아가씨》 ... 현빈의 어머니 역
- 2003년 MBC 수목미니시리즈 《나는 달린다》 ... 무철과 상식의 어머니 역

- 2003년 KBS2 청소년드라마 《성장드라마 반올림》 ... 세리 엄마 역
- 2004년 SBS 수목 미니시리즈 《햇빛 쏟아지다》 ... 은섭의 어머니 역 (목소리 출연)
- 2004년 MBC 단막극 《베스트극장 - 하드보일드》 ... 명연의 새어머니 역
- 2004년 SBS 특별기획 《발리에서 생긴 일》 ... 영주의 어머니 역
- 2004년 KBS2 아침드라마 《아름다운 유혹》 ... 민혜옥 역
- 2004년 MBC 일일연속극 《왕꽃 선녀님》 ... 모여주 역
- 2004년 KBS2 일일시트콤 《올드 미스 다이어리》 ... 작은 할머니 2 역
- 2004년 KBS2 월화드라마 《미안하다, 사랑한다》 ... 장혜숙 역
- 2005년 SBS 드라마 스페셜 《홍콩 익스프레스》 ... 민 여사 역
- 2005년 MBC 월화미니시리즈 《원더풀 라이프》 ... 표재경 역
- 2005년 SBS 주말 특별기획 《해변으로 가요》 ... 황 여사 역
- 2005년 KBS1 일일연속극 《별난여자 별난남자》 ... 최유정 역
- 2005년 MBC 단막극 《베스트극장 - 가리봉 오션스 일레븐》 ... 장여사 역
- 2006년 MBC 《베스트극장 - 후(後)》 ... 유진의 어머니 역
- 2006년 MBC 주말연속극 《진짜 진짜 좋아해》 ... 영부인 오영실 역
- 2006년 MBC 수목미니시리즈 《닥터 깽》 ... 연지 역
- 2006년 MBC 월화미니시리즈 《늑대》 ... 한경실 여사 역
- 2006년 MBC 수목미니시리즈 《오버 더 레인보우》 ... 이미자 역
- 2006년 SBS 월화드라마 《독신천하》 ... 영은 모, 윤정심 역
- 2006년 SBS 아침연속극 《사랑도 미움도》 ... 오금자 역
- 2006년 MBC 4부작특집극 《기적》 ... 미소 동창 역
- 2006년 KBS2 4부작드라마 《도망자 이두용》 ... 김복순 역
- 2006년 MBC 수목미니시리즈 《90일, 사랑할 시간》 ... 현지석의 어머니 역
- 2006년 MBC 단막극 《MBC 베스트극장 - 우리들의 크리스마스》 ... 지원 역
- 2007년 SBS 금요드라마 《소금인형》 ... 지석의 어머니 여씨 역
- 2007년 KBS2 월화드라마 《꽃 찾으러 왔단다》 ... 박초선 역
- 2007년 KBS2 수목드라마 《경성스캔들》 ... 우에다 사치코 역
- 2007년 KBS2 2부작특집극 《우리를 행복하게 하는 몇 가지 질문》 ... 경숙 역
- 2007년 KBS1 일일연속극 《미우나 고우나》 ... 이종순 역
- 2007년 KBS2 주말연속극 《며느리 전성시대》 ... 이명희 역
- 2007년 MBC 2부작드라마 《그라운드 제로》 ... 유진의 어머니 역
- 2008년 KBS2 월화드라마 《강적들》 ... 과부 오미자 역
- 2008년 KBS2 아침드라마 《난 네게 반했어》 ... 손점순 역
- 2008년 MBC 아침드라마 《하얀 거짓말》 ... 나진순 역
- 2008년 SBS 금요드라마 《달콤한 나의 도시》 ... 은수의 어머니 역
- 2008년 MBC 주말연속극 《내 인생의 황금기》 ... 복미자 역
- 2009년 KBS2 주말연속극 《솔약국집 아들들》 ... 안문숙 역
- 2009년 SBS 일일드라마 《두 아내》 ... 민 여사 역
- 2009년 MBC 수목미니시리즈 《맨땅에 헤딩》 ... 연이의 어머니 역
- 2009년 SBS 아침드라마 《망설이지마》 ... 수현 모, 차영란 역
- 2010년 SBS 드라마 스페셜 《나쁜 남자》 ... 신 여사 역
- 2010년 MBC 아침드라마 《주홍글씨》 ... 정순임 역
- 2010년 KBS2 단막극 《KBS 드라마 스페셜 - 돌멩이》 ... 정명자 역
- 2010년 SBS 월화드라마 《괜찮아, 아빠딸》 ... 허숙희 역
- 2010년 MBC 일일시트콤 《몽땅 내 사랑》 ... 김혜옥 역
- 2011년 MBC 수목미니시리즈 《로열 패밀리》 ... 서순애 역
- 2011년 KBS2 월화드라마 《동안미녀》 ... 소영의 어머니 역
- 2011년 SBS 주말특별기획 《여인의 향기》 ... 연재 모, 김순정 역
- 2011년 KBS2 단막극 《KBS 드라마 스페셜 - 클럽 빌리티스의 딸들》 ... 최향자 역
- 2011년 KBS1 일일연속극 《당신뿐이야》 ... 홍인숙 역
- 2011년 TV조선 주말연속극 《고봉실 아줌마 구하기》 ... 박원숙 역
- 2012년 MBC 특별기획 주말드라마 《닥터 진》 ... 영래의 어머니 역
- 2012년 KBS2 주말연속극 《내 딸 서영이》 ... 차지선 역
- 2012년 MBC 기획특집극 《못난이 송편》 ... 이정자 역
- 2012년 MBC 일일연속극 《오자룡이 간다》 ... 고성실 역
- 2013년 SBS 드라마 스페셜 《내 연애의 모든 것》 ... 나영숙 역
- 2013년 KBS2 단막극 《KBS 드라마 스페셜 - 연우의 여름》 ... 박순임 역
- 2013년 MBC 수목미니시리즈 《투윅스》 ... 조서희 역
- 2013년 KBS1 일일연속극 《사랑은 노래를 타고》 ... 유진순 역
- 2014년 JTBC 미니시리즈 《우리가 사랑할 수 있을까》 ... 정순옥 역
- 2014년 MBC 주말드라마 《왔다! 장보리》 ... 김인화 역
- 2014년 KBS2 월화드라마 《연애의 발견》 ... 신윤희 역
- 2014년 KBS2 일일드라마 《달콤한 비밀》 ... 오명화 역
- 2015년 KBS2 금토드라마 《프로듀사》 ... 이후남 역
- 2015년 MBC 일일특별기획 《딱 너 같은 딸》 ... 홍애자 역
- 2016년 MBC 일일연속극 《다시 시작해》 ... 김하나 역
- 2016년 JTBC 금토드라마 《이번 주 아내가 바람을 핍니다》 ... 댓글 다는 여자 역
- 2016년 MBC 특별기획 주말드라마 《아버님 제가 모실게요》 ... 문정애 역
- 2017년 SBS 월요시트콤 《초인가족》 ... 조 여사 역
- 2017년 KBS2 수목드라마 《맨홀 - 이상한 나라의 필》 ... 윤끝순 역
- 2017년 KBS2 주말드라마 《황금빛 내 인생》 ... 양미정 역
- 2018년 tvN 수목드라마 《김비서가 왜 그럴까》 ... 최 여사 역
- 2018년 SBS 드라마 스페셜 《친애하는 판사님께》 ... 임금미 역
- 2019년 KBS1 일일연속극 《여름아 부탁해》 ... 나영심 역
- 2020년 tvN 수목드라마 《오 마이 베이비》 ... 이옥란 역
- 2020년 MBC 수목미니시리즈 《나를 사랑한 스파이》 ... 헤라신 역
- 2021년 MBC 일일드라마 《밥이 되어라》 ... 최숙정 역
- 2022년 SBS 금토드라마 《악의 마음을 읽는 자들》 ... 박영신 역
- 2022년 KBS2 주말드라마 《현재는 아름다워》 ... 한경애 역
- 2023년 KBS2 주말드라마 《진짜가 나타났다!》 ... 강봉님 역
- 2023년 JTBC 수목드라마 《이 연애는 불가항력》 ... 은월 역
- 2024년~2025년 KBS2 일일드라마 《신데렐라 게임》 ... 심방울 역
- 2025년 채널A 토일드라마 《마녀》 (특별출연)
- 2025년 KBS1 일일드라마  《대운을 잡아라》

### 영화
- 1989년 《오늘 여자》
- 1991년 《테레사의 연인》
- 1992년 《우리들의 일그러진 영웅》 ... 병태의 어머니 역
- 1993년 《투캅스》 ... 조 형사의 아내 역
- 1993년 《참견은 노 사랑은 오예》 ... 병수 모 역
- 2003년 《동갑내기 과외하기》 ... 지훈 모 역
- 2003년 《쇼쇼쇼》 ... 산해 모 역
- 2003년 《불어라 봄바람》 ... 홍 마담 역
- 2003년 《녹색의자》 ... 현의 어머니 역
- 2004년 《어린 신부》 ... 상민 모 역
- 2005년 《여자, 정혜》 ... 엄마 역
- 2005년 《내가 살았던 집》 ... 편집장 역
- 2006년 《가족의 탄생》 ... 매자 역
- 2006년 《올드미스 다이어리 극장판》 ... 김혜옥 역
- 2006년 《아주 특별한 손님》 ... 명은 모(사진) 역
- 2007년 《두 얼굴의 여친》 ... 구창 모 역(특별출연)
- 2008년 《6년째 연애중》 ... 다진 모 역
- 2008년 《도레미파솔라시도》 ... 정원 모 역
- 2008년 《멋진 하루》 ... 한 여사 역
- 2008년 《사과》 ... 상훈 고향 친척 역
- 2009년 《킬미》 ... 윤여경 역
- 2009년 《걸프렌즈》 ... 엄마 역
- 2010년 《육혈포 강도단》 ... 공신자 역
- 2011년 《사랑한다, 사랑하지 않는다》 ... 엄마 역(특별출연)
- 2011년 《써니》 ... 나미 모 역
- 2016년 《남과 여》 ... 문주 모 역
- 2017년 《어느날》 ... 선화 모 역
- 2017년 《더 테이블》 ... 숙희 역
- 2019년 《힘을 내요, 미스터 리》 ... 희자 역
- 2022년 《인생은 아름다워》 ... 진봉 모 역 (우정출연)
- 2023년 《유령》 ... 무라야마 쥰지의 어머니 역

## 연기 외 활동

### 라디오 프로그램
- 2005년 BBS 라디오 "아름다운 초대 12時' 진행중.

## 수상 경력
- 1982년 백상예술대상 연극부문 신인연기상
- 1987년 연출가 그룹상 연기상
- 2006년 MBC 연기대상 중견배우상부문 특별상
- 2007년 KBS 연기대상 여자 조연상 《미우나 고우나》, 《며느리 전성시대》
- 2011년 불자대상
- 2011년 SBS 연기대상 주말연속극부문 여자 특별연기상 《여인의 향기》
- 2014년 MBC 연기대상 여자 황금 연기상 《왔다! 장보리》